# Cervona Stinka, Rozdilna
Cervona Stinka (în ucraineană Червона Стінка) este un sat în comuna Zaharivka din raionul Rozdilna, regiunea Odesa, Ucraina.

## Demografie
Componența lingvistică a localității Cervona Stinka
     Ucraineană (80,65%)
     Română (19,35%)
Conform recensământului din 2001, majoritatea populației localității Cervona Stinka era vorbitoare de ucraineană (80,65%), existând în minoritate și vorbitori de română (19,35%).